# Hanumanásana

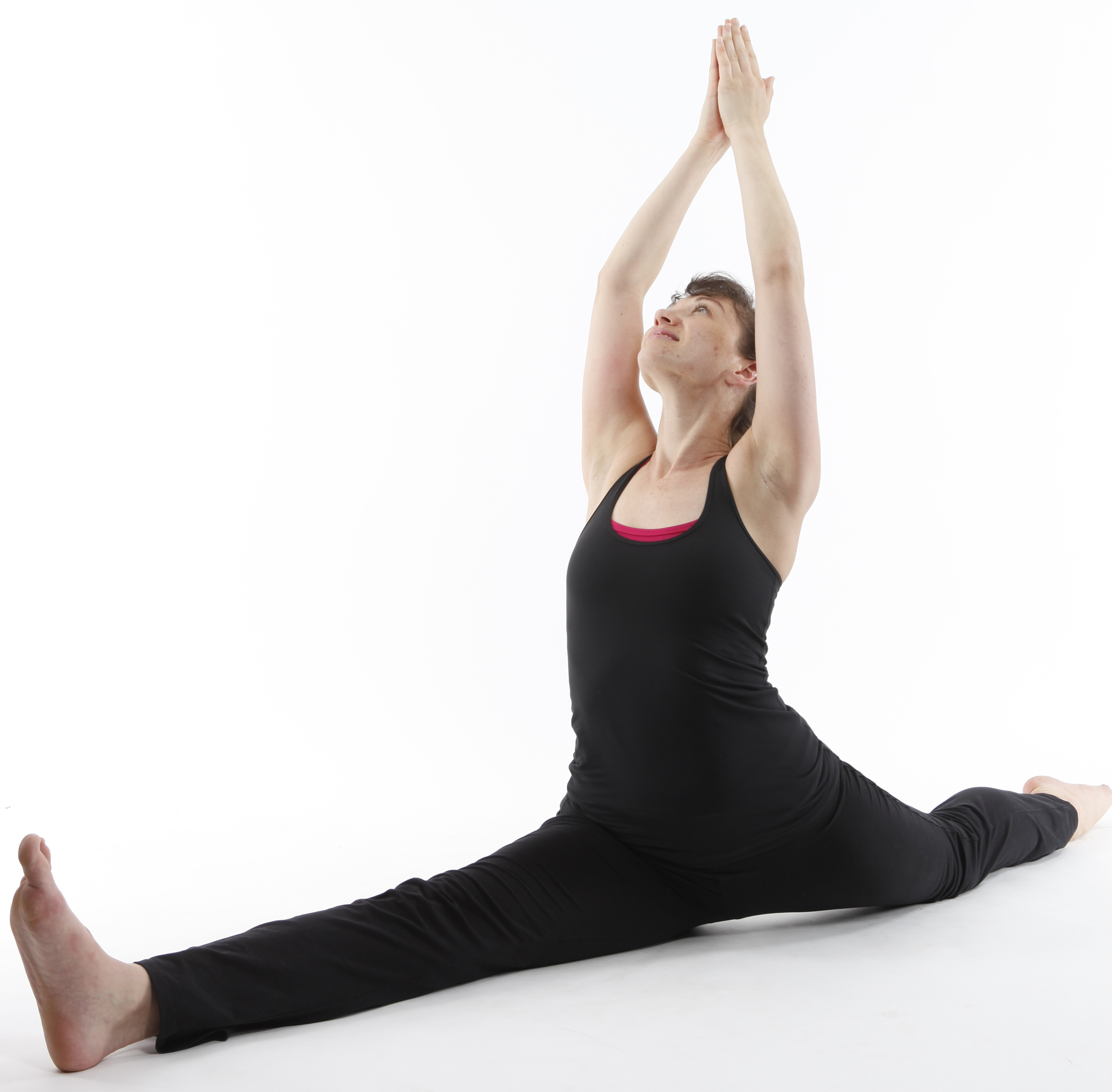
Hanumanásana

Hanumanásana (हनुमानासन) neboli Opice, příp. je jednou z ásan.

## Etymologie
V Sanskrtu 'Hanumán' (हनुमान्) bůh připomající opici a 'ásana' (आसन) posed. Hanumanásana připomíná most mezi Indickou pevninou a ostrovy. Hanuman, syn boha větrů (Váju) a jeho ženy Andžány, celý život věrně sloužil svému panovníkovi králi Rámovi.

### Provedení
V podstatě jde o tzv. provaz, rozdíl je pouze v tom, že se do něj vstupuje a z něj vystupuje jinou ásanou.

## Přínosy pro zdraví
- Protáhne svaly a šlachy kyčlí, lýtek a stehen